# Giocondità
Giocondità è la marcia d'ordinanza della Polizia di Stato (precedentemente del Corpo delle guardie di pubblica sicurezza). Si tratta di una marcia militare scritta nel 1928 dal maestro Giulio Andrea Marchesini che fu il primo maestro direttore della banda musicale del Corpo.

## Eventi
La marcia Giocondità viene sempre eseguita in occasione:
- della festa della Polizia di Stato
- del concerto in onore del patrono (san Michele Arcangelo)
- della parata militare della festa della Repubblica
- del giuramento dei nuovi agenti

In genere viene eseguita anche in quelle occasioni ufficiali cui sia presente la banda del Corpo e cui la Polizia di Stato sia istituzionalmente invitata.
Come tutte le marce d'ordinanza (e l'inno nazionale) anche Giocondità, generalmente è il brano conclusivo dei concerti della banda della Polizia di Stato.

## Processioni
In Sicilia a Noto Giocondità apre e chiude le processioni in onore di san Corrado in programma il 19 febbraio, la domenica successiva al 26 febbraio, l'ultima domenica di agosto e la prima di settembre di ogni anno, Viene inoltre intonata a Roccella Valdemone, in occasione della festa della Madonna dell'Udienza.
È anche la marcia per la processione e festa del santo patrono San Vittore Martire di Vallerano, nel Lazio.

## Incisioni
Nel 1973 il brano, eseguito dal Corpo delle Guardie di Pubblica Sicurezza diretto da Pellegrino Bossone, è inserito nella raccolta La più bella musica d'Italia edita da (Selezione dal Reader's Digest, RDIS 37(9)).
Nel 1977 il brano, eseguito dalla Banda del Corpo delle Guardie di Pubblica Sicurezza diretto da Pellegrino Bossone, è inserito nella raccolta Celebri marce italiane edita da (Lineatre, NL 33047).
Sempre nel 1977 il brano, eseguito dal Corpo delle Guardie di Pubblica Sicurezza diretto da Pellegrino Bossone, è inserito nella raccolta Le più grandi bande del mondo edita da (Selezione dal Reader's Digest, RDIS 74).
Nel 2004 il brano, eseguito dalla Banda della Brigata Sassari, è inserito nel cd Dimonios edito da (Tronos Digital, Tr 02/04).